# Římskokatolická farnost Drahov
Římskokatolická farnost Drahov je územním společenstvím římských katolíků v rámci táborského vikariátu Českobudějovické diecéze.

## O farnosti

### Historie
Plebánie v Drahově se prvně připomíná v roce 1359, kdy je zde uváděn plebán, jménem Blažej. Později se Drahov stal filiálkou fary v Kardašově Řečici. Teprve v polovině 18. století byl do vsi ustanoven lokální kaplan, v roce 1786 byla zřízena lokálie. V roce 1858 byla tato povýšena na samostatnou farnost.

### Současnost
Farnost Drahov je spravována ex currendo z Veselí nad Lužnicí.
| Kostel                         | Místo   | Bohoslužba             | Bohoslužba             | Poznámka     |
| ------------------------------ | ------- | ---------------------- | ---------------------- | ------------ |
| Kaple Panny Marie              | Doňov   | neslouží se pravidelně | neslouží se pravidelně | obecní kaple |
| Kostel Povýšení sv. Kříže      | Drahov  | neděle                 | 8.00                   | farní kostel |
| Kaple Panny Marie nad Pramenem | Drahov  | neslouží se pravidelně | neslouží se pravidelně | kaple        |
| Kaple sv. Václava              | Újezdec | neslouží se pravidelně | neslouží se pravidelně | obecní kaple |